# Троубридж (Каліфорнія)
Троубридж (англ. Trowbridge) — переписна місцевість (CDP) в США, в окрузі Саттер штату Каліфорнія. Населення — 229 осіб (2020).

## Географія
Троубридж розташований за координатами 38°55′35″ пн. ш. 121°30′53″ зх. д. / 38.92639° пн. ш. 121.51472° зх. д. (38.926323, -121.514703).  За даними Бюро перепису населення США в 2010 році переписна місцевість мала площу 17,47 км², уся площа — суходіл.

## Демографія
Згідно з переписом 2010 року, у переписній місцевості мешкало 226 осіб у 81 домогосподарстві у складі 53 родин. Густота населення становила 13 особи/км².  Було 88 помешкань (5/км²).
Расовий склад населення:
| - 73,9 % — білих - 11,1 % — азіатів - 2,2 % — корінних американців - 1,3 % — чорних або афроамериканців - 6,6 % — осіб інших рас |

До двох чи більше рас належало 4,9 %. Частка іспаномовних становила 16,8 % від усіх жителів.
За віковим діапазоном населення розподілялося таким чином: 22,6 % — особи молодші 18 років, 62,4 % — особи у віці 18—64 років, 15,0 % — особи у віці 65 років та старші. Медіана віку мешканця становила 43,0 року. На 100 осіб жіночої статі у переписній місцевості припадало 101,8 чоловіків;  на 100 жінок у віці від 18 років та старших — 101,1 чоловіків також старших 18 років.
За межею бідності перебувало 4,5 % осіб, у тому числі 0,0 % дітей у віці до 18 років та 12,0 % осіб у віці 65 років та старших.
Цивільне працевлаштоване населення становило 74 особи. Основні галузі зайнятості: оптова торгівля — 18,9 %, роздрібна торгівля — 17,6 %, освіта, охорона здоров'я та соціальна допомога — 17,6 %.